# 西部方案
西部方案（Plan Zachódt）是波兰第二共和国军方制定于1930年代末的军事计划，旨在應對纳粹德国可能发动的入侵。波军在西部方案中成功预测了德军的规模、位置以及大部分攻势的方向。1939年9月1日，德国入侵波兰，波军在边境战役中大败，波蘭方面還是低估了德军机动能力，高估己方机动能力，而蘇聯入侵波蘭、西方盟国没有如约给予援助等，最终导致波兰在1939年10月6日战败。